# Gerlosbach
Le Gerlosbach est une rivière autrichienne du land de Salzbourg, de 33,5 km de long qui se jette dans la Ziller. Il est donc un sous-affluent de l'Inn puis du Danube.